# Schlei

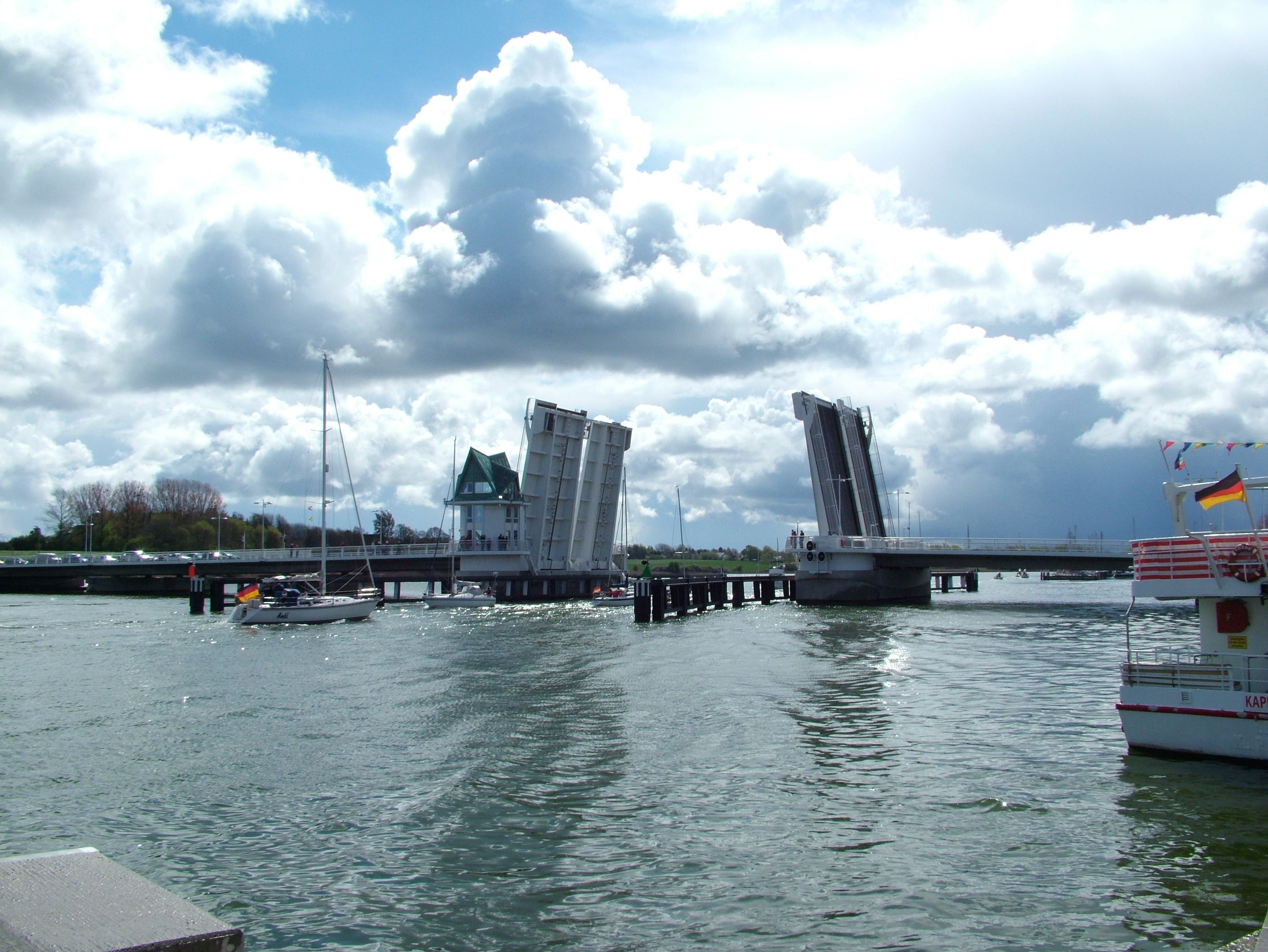
Schlei presso Kappeln

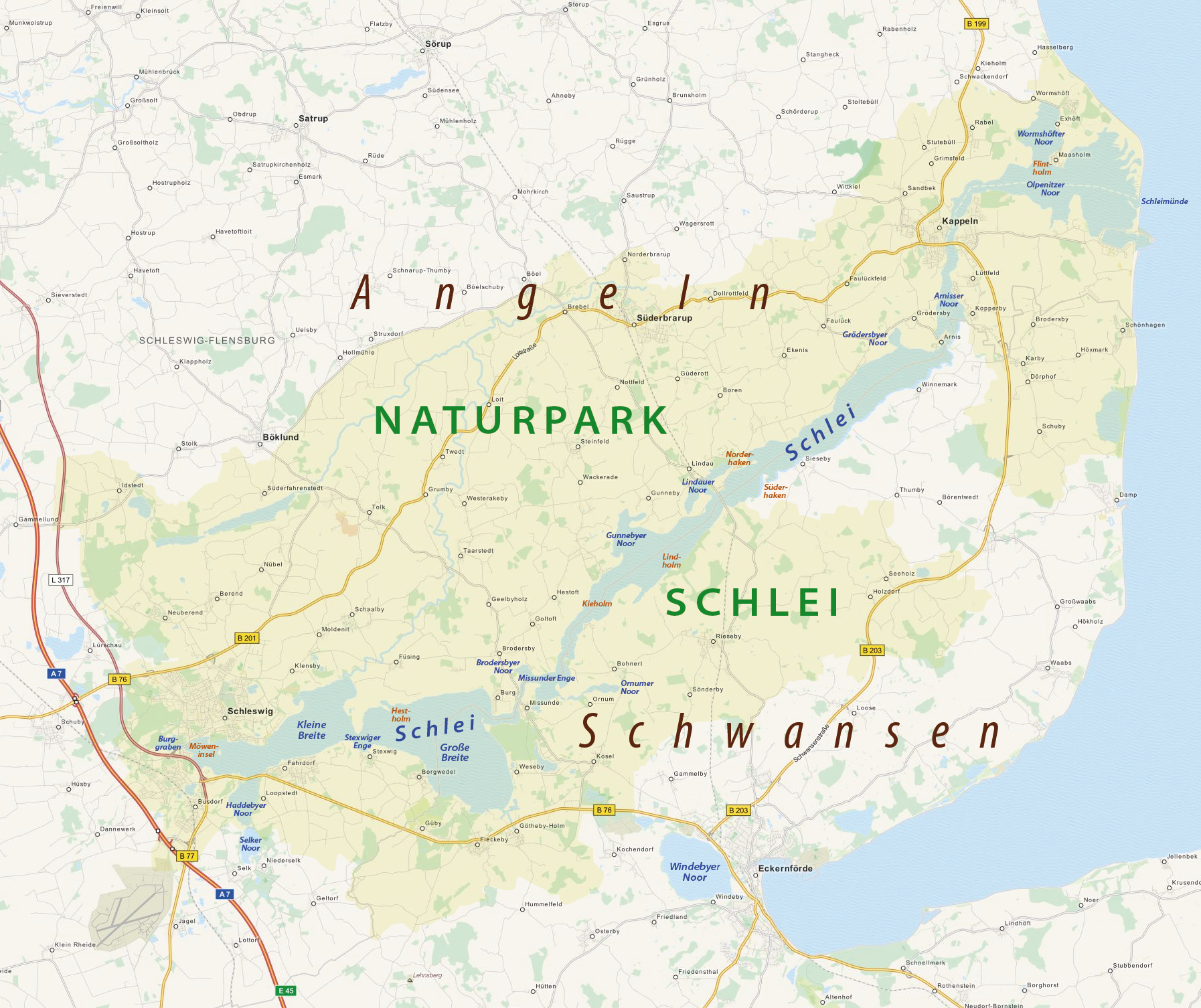

Lo Schlei (in tedesco: Schlei, pronuncia , in danese: Slien) è una stretta insenatura del Mar Baltico nello Schleswig-Holstein, nella Germania del nord. 

## Caratteristiche
Si estende per circa 40 km dal Baltico presso Kappeln ed Arnis (la più piccola città tedesca), fino alla città di Schleswig. Lungo lo Schlei ci sono molte baie; l'importante insediamento vichingo di Hedeby si trovava all'ingresso del fiordo, ma fu poi abbandonato in favore della città di Schleswig. Nel luogo in cui sorgeva l'insediamento è stato costruito un museo, che racconta la storia della città abbandonata.
Nonostante lo Schlei venga sovente indicato come fiordo nel linguaggio comune, esso non è un fiordo in senso geologico in quanto non è stato generato dall'erosione di un ghiacciaio.

## Geografia
Con una lunghezza di circa 42 km, lo Schlei ha un carattere in parte fluviale e si distingue per un corso insolitamente vario con molte anse. Il fiordo ha una larghezza media di 1,3 km e una profondità media di 3 m, per una superficie totale di 54,6 km² e un volume di circa 163,8 milioni di m³. Nel punto più largo del fiordo, in tedesco Große Breite, la chiusa raggiunge una larghezza di 4,2 chilometri. La larghezza del punto più stretto, in tedesco Kleine Breite, misura 2,1 chilometri.
Il fiordo contiene acqua salmastra. La salinità varia leggermente dalla foce del fango alla città di Schlewig, dove è più bassa. L'estuario del Mar Baltico a Schlweimünde è bloccato da banchi di sabbia e mantenuto aperto artificialmente.
L'area intorno al fiordo è caratterizzata da un variegato paesaggio collinare con molte piccole città. A differenza dell'Anglia, la penisola di Schwansen a sud di Schlei è fortemente influenzata dal traffico merci. Caratteristica dell'intera zona sono le numerose siepi (Knick in tedesco) tra i campi e le ampie spiagge sabbiose e le scogliere costiere fino al Mar Baltico.